# Eicca Toppinen
Eino Matti Toppinen, conegut per Eicca (Vantaa, Finlàndia, 5 d'agost de 1975) és un violoncelista i líder del grup finlandès Apocalyptica.

## Biografia
A l'edat de 9 anys va aprendre a tocar el cello, així com la bateria. Va estudiar en la prestigiosa acadèmia de música clàssica Sibelius, on va conèixer a Paavo Lötjönen, Antero Manninen, Max Lilja i Perttu Kivilaakso. Eicca va decidir col·locar-se el seu sobrenom a causa que el seu nom era comunament confós amb el del seu germà.
Després de graduar-se als 17 anys, va formar Apocalyptica al costat de Paavo, Antero i Max. El 1997 va contreure matrimoni amb l'actriu finlandesa Kirsi Ylijoki, amb qui va tenir Eelis (1999) i Ilmari (2002). També ha estat en altres projectes musicals com l'obra Paper Rain i les pel·lícules finlandeses Milja i Black Ice, a més va col·laborar a la cançó (Built to) Resist de Grip Inc.
Eicca considera que el seu major èxit ha estat Apocalyptica.

### Ídols
- Yo-Yo Ma
- Mstislav Rostropóvitx
- Tom Waits
- James Hetfield
- Tarja Turunen

### Grups Preferits
- Metallica
- Sepultura
- Rammstein

### Equip
Violoncel
- Terzi Antivarius
- Bendikt Lang (1984)

Arc
- Wilson/Benedek (1988)
- Tourte

Cordes
- Jargar Forte

Resina
- Liebenzeller Gold IV